# Horst Matthies
Horst Matthies (* 4. März 1939 in Radebeul) ist ein deutscher Autor von Theaterstücken, Hörspielen, Kinderbüchern und Erzählungen beziehungsweise Romanen.

## Leben
Nach achtjährigem Schulbesuch wurde Matthies im Zwickauer Steinkohlenbergbaus als Bergmann ausgebildet. 1957 verpflichtete er sich für drei Jahre als Bereitschaftspolizist und entschied sich nach Ablauf dort zu bleiben. Er schrieb Texte für das Laienkabarett Die Scharfschützen und war von 1965 bis 1967 Mitglied des Zirkels schreibender Volkspolizisten in Cottbus. Mit einer Geschichte gewann er 1965 den 1. Preis und gleichzeitig den 3. Preis mit satirischen Gedichten in einem Literaturwettbewerb aus Anlass des 20-jährigen Bestehens der Volkspolizei, ausgeschrieben vom Ministerium des Innern.
Seine Bewerbung für das Literaturinstitut „Johannes R. Becher“ in Leipzig wurde im zweiten Anlauf nach Fürsprache von Joachim Nowotny und Dorothea Kleine bewilligt. 1967 erfolgte auf eigenen Wunsch die vorzeitige Entlassung im Offiziersrang aus dem Dienst der Bereitschaftspolizei. Somit war der Weg frei für ein dreijähriges Studium am Literaturinstitut, das bis 1970 währte; seitdem arbeitete er als freier Schriftsteller. Ebenfalls 1970 heiratete er und sein Sohn wurde geboren.
Er schloss mit dem Mansfeld-Kombinat Eisleben einen Förderungsvertrag für 1970 bis 1973, der zum Ziel hatte, eine Verbindung zwischen Schriftsteller und Arbeiter zu schaffen. 1973 zog er nach Halle (Saale). Die Uraufführung seines Bühnenstückes Plädoyer für Julia fand 1973 im Jugendklubhaus Dessau statt. 1974 wurde er Mitglied im  Deutschen Schriftstellerverband der DDR. Anlässlich des 25. Jahrestages der DDR nahm er am Wettbewerb des Ministeriums für Kultur zur Entwicklung neuer Bühnendramatik mit seinem Stück Traumposten teil und erhielt dafür einen Anerkennungspreis. Später arbeitete er dieses zu einem Hörspiel um, das im Februar 1978 gesendet wurde.
Aus Geldmangel verdingte er sich zwischendurch im Mansfelder Kupferschieferbergbau, als Betonarbeiter oder Hilfsarbeiter in der Wismarer Werft. Vom BMK Chemie Halle wurde er für ein Jahr, von 1975 bis 1976, als Tiefbauer an die Erdgasleitung Druschba in der Ukrainischen Sozialistischen Sowjetrepublik delegiert. Dort führte er ein Tagebuch, das er 1978 als Mitautor des Reportagebandes Abenteuer Trasse verwendete. Außerdem entstand daraus sein Hörspiel Wölfe im Lager, das – neben Traumposten – 1979 „für bemerkenswerte künstlerische Lösungen bei der Erschließung noch zu wenig gestalteter Stoff- und Erfahrungsbereiche“ preisgekrönt wurde.
1980 zog Matthies nach Hohen Viecheln an den Schweriner See. Zum 35. Jahrestag des Mitteldeutschen Verlages Halle-Leipzig erhielt er dessen gemeinsam mit dem Literaturinstitut „Johannes R. Becher“ vergebenen Förderpreis.
Obwohl Matthies sich als SED-Mitglied 1988 für die Bürgerrechtler Stephan Krawczyk, Freya Klier und Vera Wollenberger einsetzte, blieb er noch nach der Wende Parteimitglied und verteidigte den Sozialismus. Seit 1990 erschienen in Fortführung seiner Publikationstätigkeit in der DDR weitere Kinderbücher und Erzählungen, zudem Romane. Er ist verheiratet mit der Malerin und Grafikerin Britta Matthies.

## Rezeption
Matthies’ erster Prosaband Der goldene Fisch wurde in der DDR-Presse reichlich rezensiert und dabei den einzelnen Erzählungen eine unterschiedliche Qualität nachgewiesen. In der Berliner Zeitung schrieb Marianne Krumrey: „Bis über die Mitte des Buches hinaus hat man den Eindruck, hier liegen recht mittelmäßige Erzählungen vor, die kaum eine tragfähige Grundidee haben, nur durch Märchenanalogien und Märchenmotive auffrisiert worden sind. Tatsächlich verwendet er diese nur als formale Versatzstücke, als Erzählanlässe oder fabeltragende Stützen.“ „Zwar ist nicht alles gleichermaßen gelungen. [Aber in einigen Erzählungen] erweist sich Matthies als ein trefflicher, witziger Erzähler“, resümierte Ingrid Pawlowitz im Sonntag. Ihr „will dann auch die bewußt lakonische Erzählweise nicht einleuchten“. Christel Bergers guten Gesamteindruck, den sie im Neuen Deutschland wiedergab, trübt das Gefühl, dass manchmal „die Kopplung an Märchenmotive jedoch aufgesetzt […] und für die Aussage des Buches wenig ergiebig“ erscheint.

## Werke
- 1973: Plädoyer für Julia (Bühnenstück, Kreis-Jugend-Klubhaus „Majakowski“ Dessau)
- 1978: [Zusammen mit Gerd Eggers, Margarete Neumann, Ulrich Völkel] Abenteuer Trasse. Erlebnisse und Beobachtungen (Reportagebuch, Verlag Neues Leben)
- 1979: Pantelej Pantelejewitsch, der Besuch aus dem Rohr (gekürzte Arbeitsfassung einer Erzählung). In: Temperamente. Blätter für junge Literatur, Heft 4/1979, S. 2–32.
- 1980: Der goldene Fisch. Kein Märchenbuch (Erzählungen, Mitteldeutscher Verlag)
- 1981: Boruschka (Kinderbuch, Der Kinderbuchverlag)
- 1986: Die kleine Fee Hinkeminkinke (Kinderbuch, Der Kinderbuchverlag)
- 1992: Tümpelkinder (Kinderbuch, Weltbild Verlag)
- 1997: Coitus interruptus. Geschichten aus meinen beiden Deutschländern (Erzählungen, Edition Schlitzohr)
- 1998: Der Lümmelriese (Kinderbuch, Verlag Volk und Wissen)
- 1998: Oma Lina (Kinderbuch, Verlag Volk und Wissen)
- 1998: Oma Linas Motolo (Kinderbuch, Verlag Volk und Wissen)
- 1998: Olis Ausflug (Kinderbuch, Verlag Volk und Wissen)
- 1998: Die Weisheit der Worte (Anagramme, Edition Schlitzohr)
- 2005: Ohne Hoffnung ist kein Leben (Roman, Edition Schlitzohr)
- 2007: Die Weisheit der Worte. Neudeutsche Anagramme (Wortspiele, Edition Schlitzohr)
- 2007: Anna am Bach. Fünf mal fünf monovokalische Texte (Wortspiele, Edition Schlitzohr)
- 2007: Einmischung in innere Angelegenheiten. Später Sieg (Erzählungen, Edition Schlitzohr)
- 2008: Peter Schwarzer. Ein Lebensbericht (Roman, Edition Schlitzohr)

## Hörspiele
- 1978: Traumposten (Rundfunk der DDR, Regie: Wolfgang Schonendorf)
- 1978: Wölfe im Lager (Rundfunk der DDR, Regie: Walter Niklaus)
- 1980: Männer-Rock und tanzende Kamele oder Das Gesetz der Kausalität (Rundfunk der DDR, Regie: Walter Niklaus), Abdruck in: Jazz am Grab, Hörspiele, Henschelverlag Berlin 1983, S. 141–162
- 1985: Filmriß (Rundfunk der DDR, Regie:Werner Grunow), Abdruck in: Bienchens Verwandte, Hörspiele, Henschelverlag Berlin 1987, Seite 39–54, ISBN 3-362-00164-5
- 1986: Standortüberschreitung (Rundfunk der DDR, Regie: Werner Grunow)
- 1991: Einen Fuß drin haben… (Funkhaus Berlin, Regie: Walter Grunow)

## Auszeichnungen
- 1979: DDR-Hörspielpreis (Hörspielpreis der Hörer und Sonderpreis der Kritikerjury) für Traumposten
- 1979: DDR-Hörspielpreis (Sonderpreis der Kritikerjury) für Wölfe im Lager
- 1980: Förderpreis des Mitteldeutschen Verlages und des Literaturinstituts „Johannes R. Becher“ für Der goldene Fisch